# Philipp Huntemann
Philipp Huntemann (geboren vor 1686; gestorben nach 1714 in Hannover) war ein deutscher Goldschmied. Ein bekanntes Meisterzeichen Huntemanns zeigt die Initialen PH über der Jahreszahl 86; eine Zuschreibung erfolgte auch durch die drei Buchstaben PHM im Oval.

## Leben
Philipp Huntemann wurde zur Zeit des Herzogtums Braunschweig-Lüneburg geboren. Nach seinen Lehr- und Wanderjahren legte er 1686 in der Residenzstadt Hannover seine Meisterprüfung als Goldschmied ab.
Am 18. Mai 1701 heiratete er die Witwe des hannoverschen Goldschmiedes Andreas Hornung, Sophia Margaretha Hornung, geborene Stucke. Aus der Ehe ging vermutlich der Hof-Brodeur Samuel Philipp Huntemann hervor.

## Bekannte Werke
- 1703:
  - Ein Paar Altarvasen, Höhe 38 cm, bezeichnet „Julius Volandts Wittwe, den 1. 1. 1703“; Hannover, Marktkirche[1]
  - zwei Vasenpaare, je 34 und 38 cm Höhe, Marktkirche Hannover[2]
- 1704: Kelch, Höhe 24 cm, datiert 18. Mai 1704, Bad Nenndorf. Das Münzzeichen wurde dabei nicht vollständig ausgeprägt; das Beschauzeichen wurde früher fälschlicherweise auf Braunschweig bezogen.[1]
- 1714:
  - Altarleuchter, 78 cm Höhe, gestiftet am 31. Oktober 1714 von der Anna Magdalena Andren, Witwe Lutherlohen[1] beziehungsweise „ANNA  MAGDALENA  ANDREN  WITWE  LUETHERLOEN  ANNO  1711 DEN  31.  OCTOBER“; Hannover, Neustädter Hof- und Stadtkirche St. Johannis[2]
  - Lichtteller für den Altarleuchter; Neustädter Hof- und Stadtkirche[1]
- Kelch, gestiftet von „S H v H, Witwe v. Landsberger g. Lauenau,“ Kreis Springe[1]
- Abendmahlskanne, bezeichnet „F M F WB“, mit graviertem Wappen; Wittlohe[1]